# Boekentas

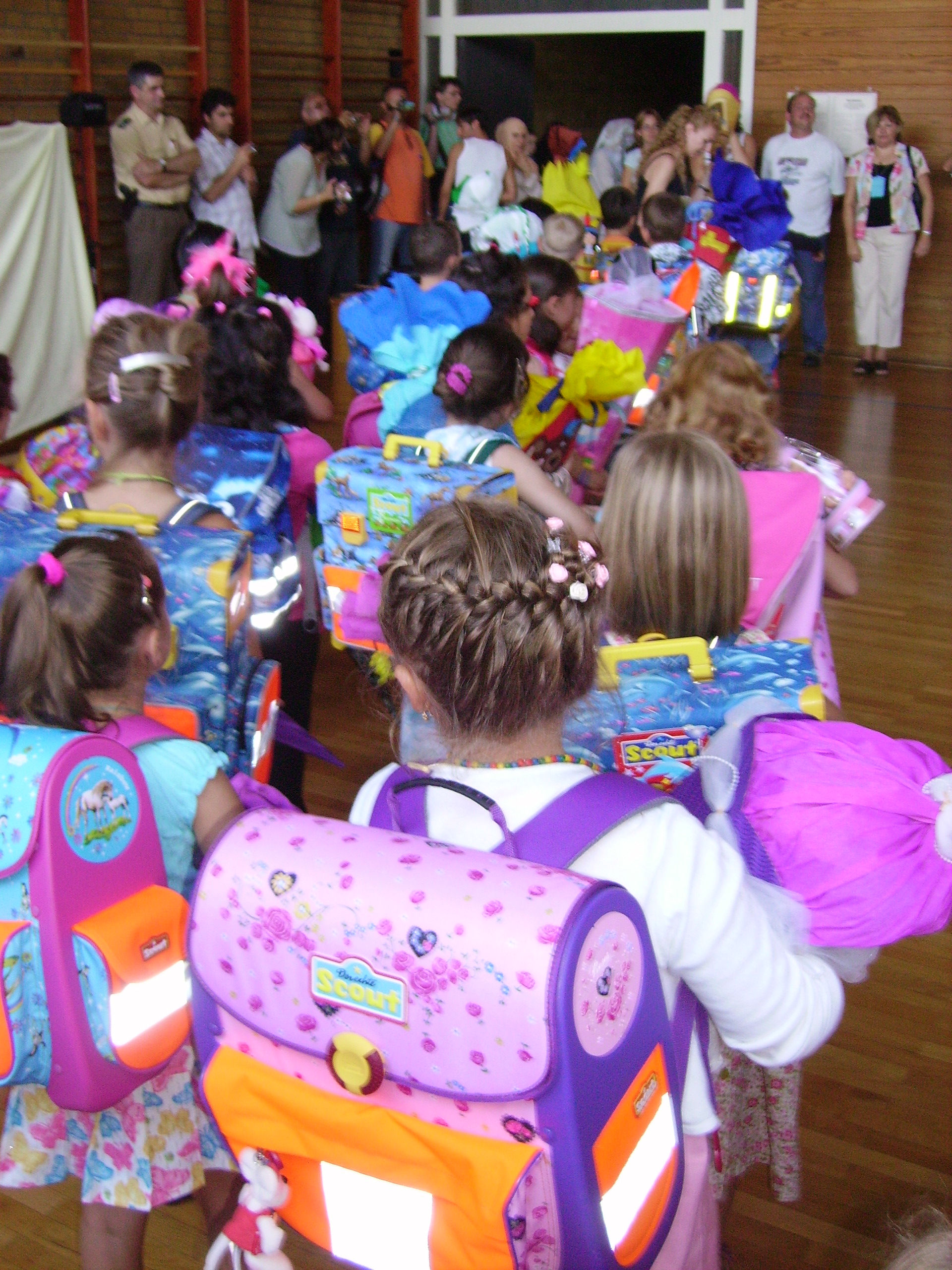
Schooltassen in Duitsland

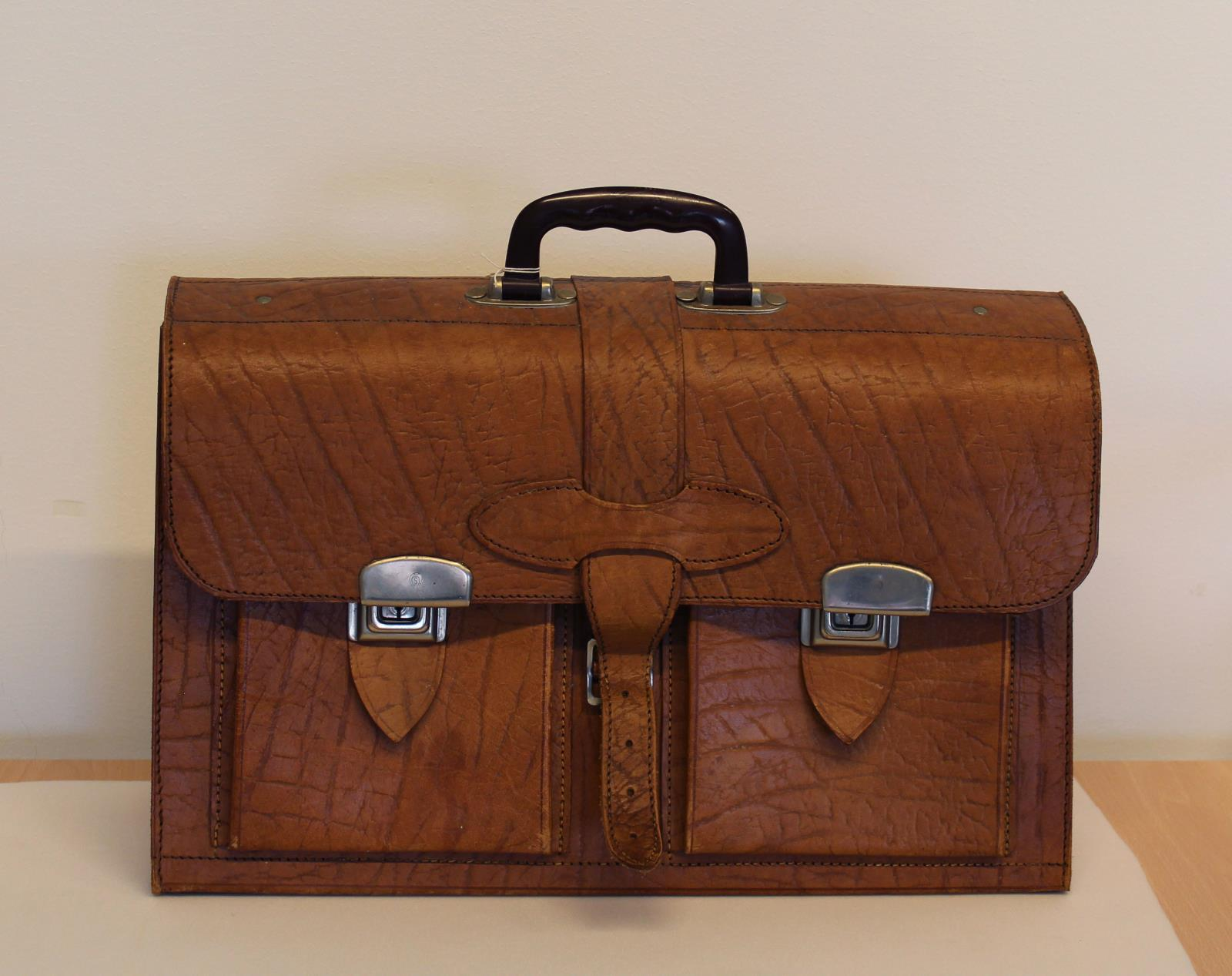
Schooltas uit de twintigste eeuw

Een boekentas of schooltas is een tas om boeken en schoolspullen mee te vervoeren. Een boekentas kan aan de hand worden gedragen, als rugzak, of als schoudertas.
Het gemiddeld gewicht van een boekentas met inhoud in het voortgezet onderwijs is acht kilo. Idealiter weegt een schooltas niet meer dan een tiende van het lichaamsgewicht.  De Commissie Boekentas deed in 1998 aanbevelingen om de negatieve effecten te beperken van te zware boekentassen bij middelbare scholieren in Nederland.
Het ideale maximum gewicht van een boekentas heeft te maken met het lichaamsgewicht, de groei en de lichamelijke conditie. Algemeen wordt aanbevolen dat een boekentas niet meer mag wegen dan tien procent van het lichaamsgewicht. In de praktijk bleek het gemiddelde gewicht van boekentassen bij leerlingen in de eerste en tweede klassen van het middelbare onderwijs echter tussen de 10 en 20 procent van het lichaamsgewicht te liggen.
Bij een goede schooltas zitten de schouderbanden van een rugtas dicht bij de rug, snijden deze niet in de schouders en zit er een heupband aan en bij een aktetas snijdt het handvat niet in de hand. Een schooltas mag niet te groot zijn, omdat de boeken anders gaan schuiven.
Bekende merken zijn Eastpak en Kipling.
Voordat het dragen van de rugtas als schooltas in de mode kwam, werden er aktetassen gebruikt, veelal gemaakt van tuigleer.
In het begin van de jaren zestig van de twintigste eeuw was het mode onder de jongeren om een soldatenpukkel als schooltas te gebruiken.

## Eindexamen

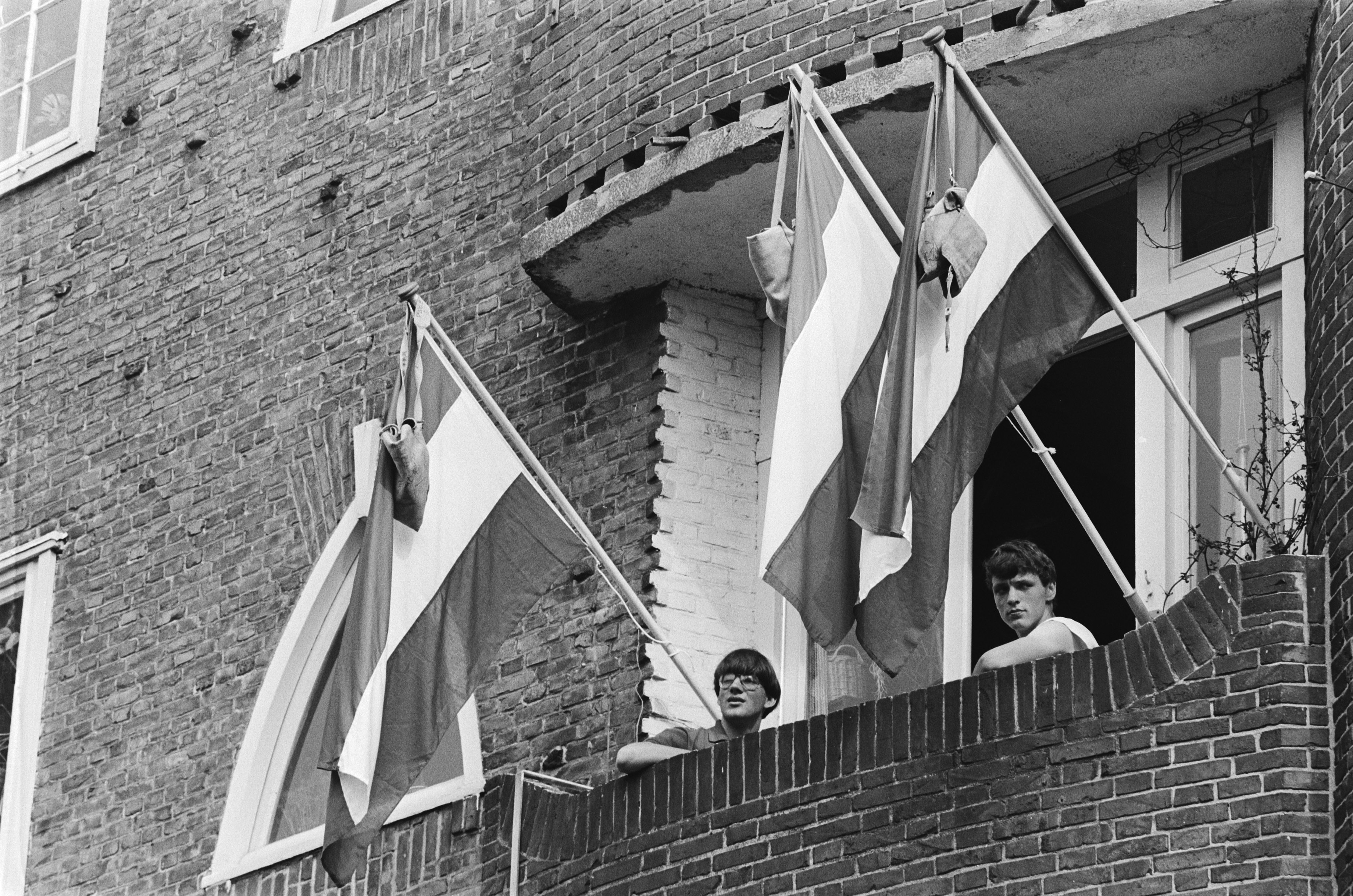
Pukkels met de vlag

Na het slagen voor het eindexamen wordt volgens Oudhollandse traditie vaak de vlag met de schooltas gehesen.